# Talaván (kommunhuvudort)
Talaván är en kommunhuvudort i Spanien.   Den ligger i provinsen Provincia de Cáceres och regionen Extremadura, i den centrala delen av landet, 230 km väster om huvudstaden Madrid. Talaván ligger 375 meter över havet och antalet invånare är 926.
Terrängen runt Talaván är huvudsakligen platt, men åt nordväst är den kuperad. Runt Talaván är det mycket glesbefolkat, med 5 invånare per kvadratkilometer. Närmaste större samhälle är Serradilla, 17,3 km nordost om Talaván. Trakten runt Talaván består i huvudsak av gräsmarker.